# Lønnerup Fjord
Lønnerup Fjord este o arie protejată (arie de protecție specială avifaunistică — SPA) din Danemarca întinsă pe o suprafață de 457 ha, integral pe uscat.

## Localizare
Centrul sitului Lønnerup Fjord este situat la coordonatele 57°00′23″N 8°48′37″E / 57.006389°N 8.810278°E.

## Înființare
Situl Lønnerup Fjord a fost declarat arie de protecție specială avifaunistică în mai 1983 pentru a proteja 5 specii de animale.

## Biodiversitate
Situată în ecoregiunea atlantică, aria protejată nu include niciun habitat protejat.
La baza desemnării sitului se află mai multe specii protejate de  păsări (5): gâscă cu cioc scurt (Anser brachyrhynchus), Charadrius morinellus, Cygnus columbianus bewickii, lebădă de iarnă (Cygnus cygnus), ploier auriu (Pluvialis apricaria).